# Макрон, Брижит
Брижи́т Мари́-Клод Макро́н (фр. Brigitte Marie-Claude Macron, урожд. Троньё (фр. Brigitte Trogneux), ранее — Озьер (фр. Auzière), род. 13 апреля 1953, Амьен) — французский общественный деятель, супруга 25-го президента Франции Эмманюэля Макрона. По профессии — преподаватель французского языка и латыни в средней школе.
Первая леди Франции (с 14 мая 2017 года).

## Биография
Брижит Троньё родилась в семье шоколатье и владельца сети кондитерских магазинов Жана Троньё (1909—1994) и его супруги Симоны (урождённой Пуйоль, 1910—1998). Брижит была самой младшей из их шестерых детей, разница в возрасте между ней и её старшим братом составляет 20 лет. Семья Троньё — богатые буржуа — обосновалась в Амьене в 1872 году, занималась производством шоколада и нескольких местных кондитерских специалитетов, в том числе амьенской разновидности печенья макарон.
22 июня 1974 года она вышла замуж за будущего банкира Андре-Луи Озьера, у супругов трое детей: Себастьян (род. 1975), Лоранс (род. 1977) и Тифэн (род. 1984). Сын Себастьян стал инженером, дочери: Лоранс — кардиологом, а Тифэн — адвокатом. Развелись они в 2006 году. У Брижит в настоящее время семь внуков.

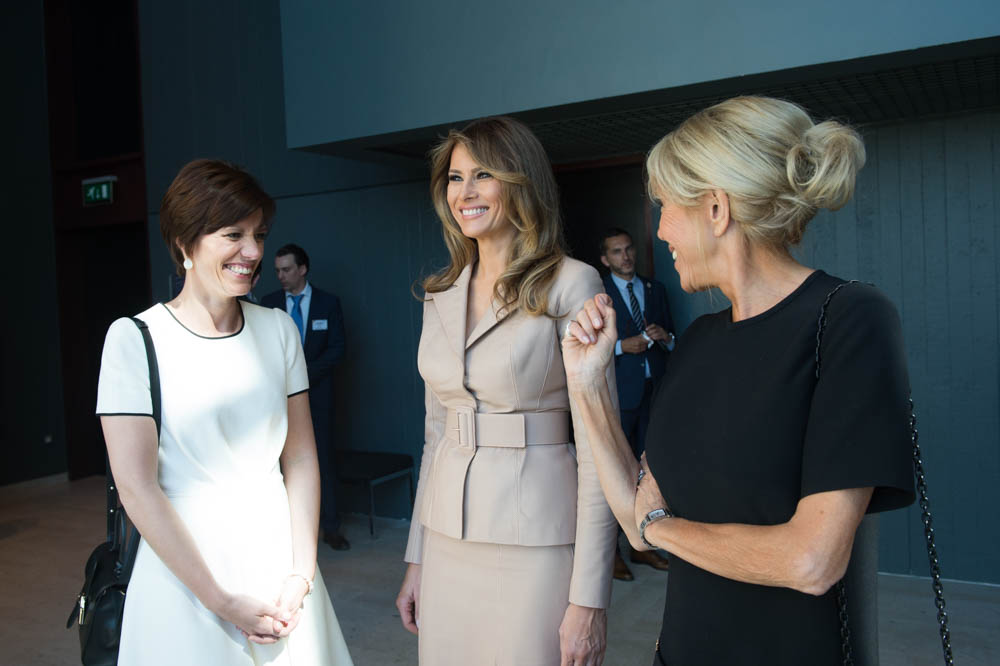
Брижит Макрон (справа) вместе с первой леди США Меланией Трамп (в центре) и супругой премьер-министра Бельгии Амели Дербаудренгьен (слева). Брюссель, май 2017 года

Получив сертификат CAPES в области гуманитарных наук, Брижит преподавала в Париже, потом в Страсбурге, в протестантской школе Lucie-Berger. В 1991 году она вернулась в родной город и стала работать преподавателем французского и латинского языков в иезуитском лицее La Providence. Здесь, в мае 1993 года, она встретила Эмманюэля Макрона, ровесника и одноклассника её дочери Лоранс. Эмманюэль посещал её уроки литературы, Брижит также вела театральный класс, в котором он обучался. Их роман начался в следующем, 1994 году. Родители Эмманюэля, опасаясь скандала, настояли на том, чтобы он уехал в Париж, и отучился последний год в Лицее Генриха IV. Тем не менее, отношения с Брижит Троньё не прекращались.
Она развелась с мужем 26 января 2006 года и вышла замуж за Макрона 20 октября 2007 года. Впервые в качестве супруги действующего политика Брижит публично появилась 2 июня 2015 года, приняв участие в официальном ужине с королём Испании Филиппом и его женой.

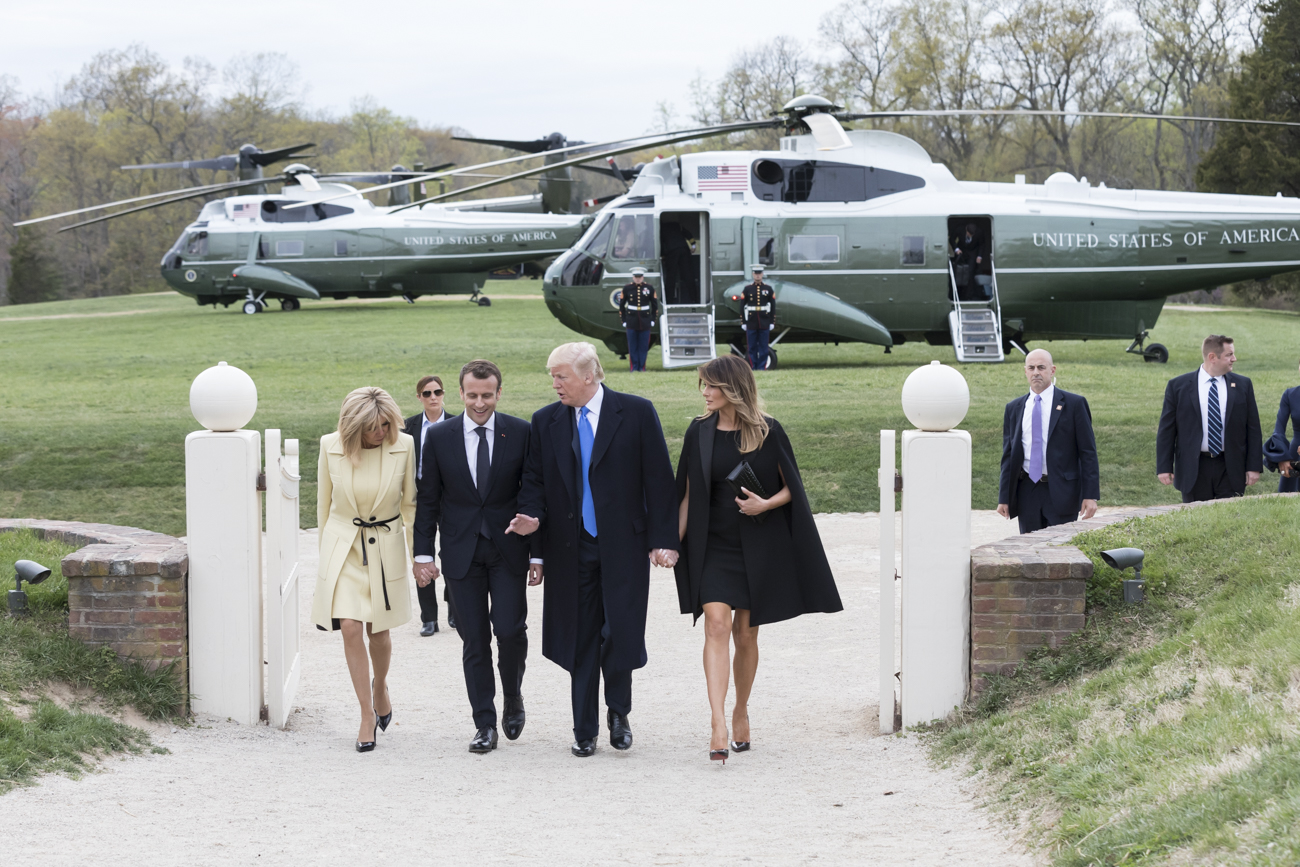
Первая леди Франции Брижит Макрон и Президент Франции Эмманюэль Макрон с Президентом США Дональдом Трампом и Первой леди США Меланией Трамп во время официального визита в Вашингтон, 23 апреля 2018

Брижит Макрон играла активную роль в предвыборной кампании своего мужа, цитирует топ-советник, что «её присутствие для него важно». Макрон заявил, что, если он победит на выборах, его жена «будет играть роль, которая у неё всегда была со мной, она не будет скрыта». Будущего президента во время его избирательной кампании поддержали все дети Брижит. 15 мая 2017 года Брижит Макрон стала первой леди Франции.
Президент Макрон делал заявления о необходимости выработки официального статуса первой леди Франции с наделением её определёнными функциями в системе президентской власти, но к августу 2017 года онлайн-петиция против этого шага собрала более 200 тыс. подписей.
21 августа 2017 года на сайте Эммануэля Макрона была опубликована «хартия прозрачности» статуса супруги главы государства: Брижит Макрон получила неоплачиваемую представительскую должность.
Брижит Макрон нередко одевалась у модельера Карла Лагерфельда, утверждавшего, что у неё «самые красивые ноги Парижа» и сравнившего первую леди Франции с кинозвездой Брижит Бардо.
Мадам Макрон побила рекорд Карлы Бруни-Саркози по количеству получаемых писем. Предыдущая первая леди получала по 35 писем ежедневно, Брижит получает от французских женщин по 200 писем в день.

## В кино
Брижит Макрон появилась в камео в финале 4-го сезона (7-я серия 2-й части) сериала Netflix «Эмили в Париже». По сюжету главная героиня (актриса Лили Коллинз) делает с ней селфи. После выхода фильма президент Макрон сказал в интервью журналу Variety, что гордится женой, а сама она была счастлива принять участие в съёмках. Первая леди Франции в качестве персонажа уже фигурировала в сериале: в 3-м эпизоде 1-го сезона Карла Бруни отправляет фотографию Эмили ей в Елисейский дворец.